# Dun-sur-Auron
Dun-sur-Auron je naselje in občina v osrednjem francoskem departmaju Cher regije Center. Leta 1999 je naselje imelo 4.013 prebivalcev.

## Geografija
Kraj leži v pokrajini Berry ob reki Auron in kanalu de Berry, 42 km vzhodno od Bourgesa.

## Uprava
Dun-sur-Auron je sedež istoimenskega kantona, v katerega so poleg njegove vključene še občine Bussy, Chalivoy-Milon, Cogny, Contres, Lantan, Osmery, Parnay, Raymond, Saint-Denis-de-Palin, Saint-Germain-des-Bois in Verneuil s 6.399 prebivalci.
Kanton Dun-sur-Auron je sestavni del okrožja Saint-Amand-Montrond.

## Zgodovina
Naselbina je bila v antičnem času galska utrdba, imenovana Dunum. V srednjem veku je gospostvo Dun pripadalo viskontom mesta Bourges. Leta 1101 je njihov zadnji viskont Eudes de Dun prodal ozemlje francoskemu kralju Filipu I., pri čemer se je Dun kot tretje kraljevsko mesto v pokrajini Berry preimenovalo v Dun-le-Roi. Pod Filipom II. je mesto dobilo svoje prvo obzidje.

## Zanimivosti
- kolegialna cerkev sv. Štefana iz 12. stoletja,
- mestno obzidje iz 16. stoletja,
- grad  Château de La Périsse,
- zvonik Tour de l’Horloge,
- muzej kanala de Berry.

## Osebnosti
- Maurice Bardèche (1907-1998), novinar in pisatelj;